# Magdalena Kappaurer
 Magdalena Kappaurer, née le 17 novembre 2000, est une  skieuse alpine autrichienne.

## Biographie
Elle est la sœur de la skieuse alpine Elisabeth Kappaurer.
En février 2021, elle obtient son premier podium en Coupe d'Europe en prenant la 3e place du slalom géant de Berchtesgaden. 
En mars elle devient vice-championne du monde juniors de super G à Bansko.
Fin mars 2023, elle prend la 3e place des championnats d'Autriche de slalom géant à Hinterstoder.
Début janvier 2024, elle annonce mettre fin à sa carrière.

## Palmarès

### Championnats du monde juniors
| Épreuve / Édition    | Descente | Super G | Slalom géant | Slalom  | Combiné | Team event |
| Mondiaux 2021 Bansko | annulée  | Argent  | 15e          | Abandon | annulé  | annulé     |

### Coupe d'Europe
- 1 podium : 3e du slalom géant de Berchtesgaden

#### Classements
| Saison / Épreuve | Saison / Épreuve | Général | Général | Descente | Descente | Super G | Super G | Slalom géant | Slalom géant | Slalom | Slalom | Combiné | Combiné |
| ---------------- | ---------------- | ------- | ------- | -------- | -------- | ------- | ------- | ------------ | ------------ | ------ | ------ | ------- | ------- |
| Saison / Épreuve | Saison / Épreuve | Class.  | Points  | Class.   | Points   | Class.  | Points  | Class.       | Points       | Class. | Points | Class.  | Points  |
| 2021             | 2021             | 51e     | 140     | -        | -        | 50e     | 4       | 21e          | 136          | -      | -      | -       | -       |